# Carlo Giuliani, ragazzo
Carlo Giuliani, ragazzo è un documentario del 2002 diretto da Francesca Comencini.
Presentato fuori concorso al 55º Festival di Cannes, il film vuole essere una fedele ricostruzione delle ultime ore di vita di Carlo Giuliani, attivista ucciso durante gli scontri del G8 di Genova del 2001.

## Trama
In questo documentario si ricostruisce l'ultima giornata di Carlo Giuliani, il 20 luglio del 2001. La voce narrante è quella di sua madre, Haidi Gaggio Giuliani. I suoi racconti si alternano alle immagini del corteo, oltre che alle poesie e ai testi scritti di Carlo. Viene ricostruita la preparazione del corteo, i manifestanti che avanzano con gli scudi, l'intervento e gli scontri con le forze dell'ordine e l'assalto dei black bloc.

## Accoglienza

### Critica
Tra le varie posizioni espresse dalla critica, c'è quella di Paolo Mereghetti che stronca il documentario con *½: "La regista usa le parole e le immagini in modo ingenuo o fazioso, e alla fine poco istruttivo: propone sistematicamente le riprese più impressionanti e i ricordi più agiografici, insinua inutili teorie del complotto e ratifica paragoni quantomeno discutibili (i manifestanti al G8 come nuovi partigiani). E restringendo tutto alla tragica vicenda di Giuliani, cancella ogni contesto che spieghi il senso stesso di manifestazioni come quella genovese. Rimangono solo immagini tristi di ragazzi che giocano a fare la guerra, da entrambe le parti".